# Ostin (Čikago)
Ostin (engl. Austin) je jedna od 77 gradskih oblasti u Čikagu. Ova oblast je oko 12 kilometara zapadno od centra grada.

## Istorija
Ostin je osnovan u 1865, kad je Henri Ostin kupio 470 jutara zemlje, osnivajući naselje Ostinvil. U 1874. je naselje imalo skoro hiljadu ljudi. U 1890-tim godinama je populacija porasla do 4000 ljudi. Ostin je pripadao Cicero oblasti. Stanovnici Cicera su glasali 1899. da isključe Ostin iz svoje oblasti, da bi postala deo Čikaga. Ostin je imao drugačiju tačku gledišta, baziranu na mentalitetu samostalne varoši. To se u znatnoj meri ogleda u izgradnji administrativne zgrade 1929. po uzoru na gradsku zgradu u Filadelfiji. Sredinom 20. veka ovo je uglavnom bila stambena oblast, dok su industrijska postrojenja istočno, severno, i južno od nje.
U ovu oblast su prvo došli Nemci i ljudi iz Skandinavije. Potom su prispeli Irci i Italijani, pa u 1930-tim Grci. Značajno obeležje ovoj kraja je Kolumbus park, koji je osnovan u 1920. i renoviran u 1992. 
U kasnim 1960-tih godina struktura stanovništva Ostina se počela menjati. Crnci su počeli da se masovno naseljavaju, a belci da odlaze. Do 1990. crnci sačinjavaju preko 96% stanovništva u južnom delu Ostina, a u 2000. su činili preko 90% populacije cele oblasti.

## Populacija
- 1930: 131,114 (belci 99%)
- 1960: 125,133 (belci 99%)
- 1990: 114,079 (belci 10.7%, crnci 86.8%)
- 2000: 117,527 (belci 6.2%, crnci 90.2%)[1]